# Tractat de fusió de les Comunitats Europees
|  | Per a altres significats, vegeu «Tractat de Brussel·les». |

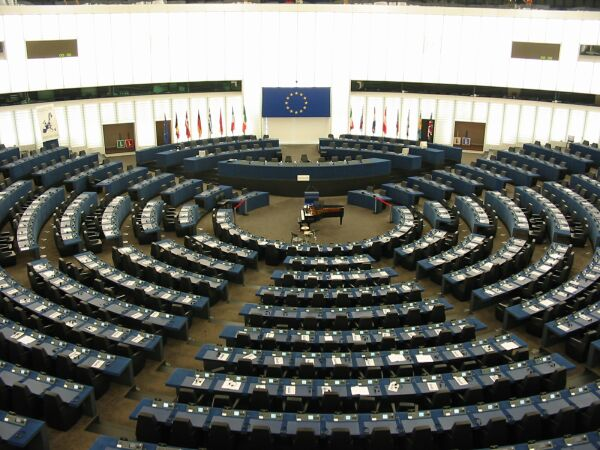
Interior del Parlament Europeu d'Estrasburg

El Tractat de fusió de les Comunitats Europees, conegut també amb el nom de Tractat de Brussel·les, fou signat el 8 d'abril de 1965 i entrà en vigor l'1 de juliol de 1967. Mitjançant aquest tractat s'uniren les estructures de les tres comunitats Europees: la Comunitat Europea del Carbó i l'Acer (CECA), la Comunitat Econòmica Europea (CEE) i la Comunitat Europea de l'Energia Atòmica (CEEA, Euratom).
D'aquesta manera, es fusionen les tres estructures executives de les diferents comunitats, i es crea una única Comissió Europea i un únic Consell, que seran els òrgans de govern conjunt de les tres comunitats des d'aquell moment. A més a més, les tres comunitats compartiran a partir d'aquest moment el Parlament Europeu i el Tribunal de Justícia.
Aquest tractat és considerat, d'alguna manera, el principi del que seria (en un futur) la moderna Unió Europea, i fou derogat amb la signatura del Tractat d'Amsterdam el 2 d'octubre de 1997.